# Verso sciolto
Der Verso sciolto (italienisch „ungebundener Vers“; Plural versi sciolti) bezeichnet in der italienischen Dichtung den reimlosen Vers, meist ein Endecasillabi, also ein Elfsilbler.
Versi sciolti sind ab dem 13. Jahrhundert belegt und werden im 16. Jahrhundert als Ersatz des antiken Hexameters bzw. Trimeters verwendet, so bei Gian Giorgio Trissino (L’ Italia liberata dai goti, 1548) und in der Aeneis-Übersetzung von Annibale Caro (L'Eneide di Virgilio, postum 1581). Ugo Foscolo und Alessandro Manzoni verwenden sie im Lehrgedicht und durch Vittorio Alfieri werden sie zum Standardvers der Tragödie, ähnlich dem Blankvers in der deutschen Dichtung. Von Carlo Innocenzo Frugoni werden sie vor allem in lyrischen Werken verwendet.